# 12 bảo vật của Tây Ban Nha
12 bảo vật của Tây Ban Nha là một dự án lựa chọn ra 12 di tích danh thắng tiêu biểu nhất của Vương quốc Tây Ban Nha. Cuộc thi được tổ chức bởi công ty Antena 3 và Cope. Kết quả cuối cùng được công bố vào ngày 31 tháng 12 năm 2007. Chín di tích kiến trúc, hai di tích tự nhiên và một tượng đài đã được chọn.

## Cuộc thi
Bốn tháng sau cuộc thi quốc tế lựa chọn Bảy kỳ quan thế giới mới, vào cuối tháng 9 năm 2007, Antena 3 và Onda Cero đã phát động một chiến dịch bầu 12 di tích danh thắng được mệnh danh là "Bảo vật của Tây Ban Nha", một sáng kiến dựa trên số phiếu bầu của người dân thông qua mạng internet và điện thoại di động. Cuối cùng, họ đã nhận được hơn 9.000 phiếu bầu để chọn 12 trong tổng số 20 ứng cử viên. Lúc đầu, người ta chỉ lựa chọn 7 di tích danh thắng, nhưng sau đó con số đó đã được thay đổi thành 12.

## Danh sách
Và danh sách 12 bảo vật của Tây Ban Nha theo thứ tự bình chọn là:
| Bảo vật                                  | Địa chỉ                                                                         | Hình minh họa |
| ---------------------------------------- | ------------------------------------------------------------------------------- | ------------- |
| Nhà thờ Hồi giáo Córdoba                 | Córdoba, Andalusia 37°52′45,1″B 04°46′47″T / 37,86667°B 4,77972°T               |               |
| Hang đá Altamira                         | Santillana del Mar, Cantabria 43°22′57″B 4°6′58″T / 43,3825°B 4,11611°T         |               |
| Nhà thờ chính tòa Sevilla                | Sevilla, Andalusia 37°23′9″B 5°59′35″T / 37,38583°B 5,99306°T                   |               |
| Alhambra                                 | Granada, Andalusia 37°10′37″B 3°35′24″T / 37,17694°B 3,59°T                     |               |
| Vương cung thánh đường Đức Mẹ Pillar     | Zaragoza, Aragon 41°39′25″B 0°52′42″T / 41,65694°B 0,87833°T                    |               |
| Vườn quốc gia Teide                      | Tenerife, Quần đảo Canary 28°15′47″B 16°36′58″T / 28,26306°B 16,61611°T         |               |
| Nhà hát La Mã                            | Mérida, Extremadura 38°54′55,4″B 6°20′18,6″T / 38,9°B 6,33333°T                 |               |
| Nhà thờ chính tòa Santiago de Compostela | Santiago de Compostela, Galicia 42°52′50,2″B 8°32′39,8″T / 42,86667°B 8,53333°T |               |
| Ciudad de las Artes y las Ciencias       | Valencia, Cộng đồng Valencia 39°27′16,3″B 0°21′1,31″T / 39,45°B 0,35°T          |               |
| Vương cung thánh đường Sagrada Família   | Barcelona, Catalonia 41°24′13″B 2°10′28″Đ / 41,40361°B 2,17444°Đ                |               |
| Bãi biển La Concha                       | San Sebastián, Xứ Basque 43°19′3″B 1°59′12″T / 43,3175°B 1,98667°T              |               |
| Bảo tàng Guggenheim Bilbao               | Bilbao, Xứ Basque 43°16′6,98″B 2°56′3,43″T / 43,26667°B 2,93333°T               |               |